# 화성에서 온 침입자 (1986년 영화)
화성에서 온 침입자(Invaders From Mars)는 미국에서 제작된 토브 후퍼 감독의 1986년 SF 영화이다. 카렌 블랙 등이 주연으로 출연하였고 메나헴 골란 등이 제작에 참여하였다.

## 출연

### 주연
- 카렌 블랙
- 헌터 카산
- 티모시 바톰즈

### 조연
- 로레인 뉴먼
- 제임스 카렌

## 제작진
- 특수효과: 존 다이크스트라
- 특수효과: 스탠 윈스턴